# Хотел Рубин DHS
Хотел Рубин DHS је хотел у центру Крушевца, отворен 25. маја 1975. године, и значајно реконструиран у периоду 2015–2025. године.

## Историја
Хотел је отворен 1975. године, под именом Хотел Рубин, као највећи и најмодернији хотел у крушевачком крају, са 109 соба и четири апартмана на 9 спратова, рестораном Атријум, банкет-салом, посластичарницом и баром. У хотелу су се одржавале разне манифестације и забаве, од матурских вечери, годишњица, модних ревија и других прослава.
Први оркестри који су били ангажовани у хотелу били су музички састави из Београда, оркестар Миће Ристића хармоникаша и солиста Наташа Владетић, а гостује и бивши Крушевљанин Маријан Виталић, саксофониста, као шеф оркестра Косовски божури у Радио-телевизији Приштина.

## Реконструкција
Након једне неуспеле продаје, матична компанија Жупа одлази у стечај, са последицом да хотел губи статус и постаје коначиште. Током 2015. године је на лицитацији продат иностраној компанији која објављује планове за реконструкцију као и тендер. На тендеру побеђује пројектни биро Bureau Cube Partners из Београда. На челу самог пројектног бироа се налази крушевачки архитекта Милан Рашковић, чији тим је предложио одважну реконструкцију у духу савремене архитектуре и руског конструктивизма.

## Галерија
- Реновирање хотела Рубин
- Реновирање хотела Рубин
- Информативна табла
- Реконструкција хотела, поглед од споменика косовским јунацима